# 長背小葉齒鯛
長背小葉齒鯛（學名：Microspathodon dorsalis），為輻鰭魚綱雀鯛科小葉齒鯛屬下的一個種，分布於東太平洋加利福尼亞灣中部至馬爾佩洛島，包括雷維拉吉赫多群島、科科斯群島和加拉巴哥群島海域，深度1至5公尺，體長可達31公分，棲息在岩礁區，以藻類為食，繁殖期時成對出現，雄魚會守護卵直到孵化，生活習性不明。